# 外波内蔵吉
外波 内蔵吉（となみ くらきち、1863年11月18日〈文久3年10月8日〉- 1937年〈昭和12年〉3月11日）は、明治時代から昭和初期にかけての日本の海軍軍人、技術者。最終階級は海軍少将。
1903年（明治36年）、無線電信開発に成功し、日露戦争で利用された。

## 来歴
尾張藩士の外波吉桓の長男として文久3年10月8日名古屋で生まれる。1884年12月22日海軍少尉補、1886年9月1日海軍少尉に任じられる。1889年、海軍大尉となる。
その後大和、天龍、厳島、比叡、松島、千代田各艦分隊長または水雷長を務めた。他に海軍軍令部第一局局員兼海軍大学校教官、海軍艦政本部出仕、横須賀海軍兵器廠廠員、横須賀海軍工廠造兵部部員、大本営附海軍軍令部出仕を務める。明石、高千穗、八雲の各艦長を務め、韓国統監附武官、朝鮮総督附武官、海軍省出仕などに補せられた。
1899年には海軍中佐となる。1900年、無線通信の有用性に着目した海軍は、かねてより無線研究の必要性を訴えていた外波を中心とする無線電信調査委員会（他に松代松之助、木村駿吉）を組織し、無線電信機の開発を目指した。苦心の末1903年に三六式無線電信機を完成させた。1901年にはイギリス駐在となる。1905年には海軍大佐に任じられる。1910年には海軍少将となり、軍事視察のため清国に出張した。1913年3月予備役となった。

## 栄典
位階
- 1887年（明治20年）3月25日 - 正八位[3]
- 1891年（明治24年）12月16日 - 従七位[4]
- 1897年（明治30年）3月1日 - 従六位[5]
- 1899年（明治32年）10月31日 - 正六位[6]
- 1904年（明治37年）11月11日 - 従五位[7]
- 1909年（明治42年）12月20日 - 正五位[8]
- 1913年（大正2年）5月10日 - 従四位[9]

勲章
- 1895年（明治28年）11月18日 - 勲六等瑞宝章・功五級金鵄勲章[10]
- 1900年（明治33年）11月30日 - 勲五等瑞宝章[11]
- 1901年（明治34年）12月28日 - 勲四等瑞宝章[12]
- 1902年（明治35年）5月10日 - 明治三十三年従軍記章[13]
- 1904年（明治37年）4月9日 - 旭日小綬章[14]
- 1906年（明治39年）4月1日 - 功四級金鵄勲章・勲三等旭日中綬章・明治三十七八年従軍記章[15]
- 1915年（大正4年）11月10日 - 大礼記念章（大正）[16]

## 家族
東京府東京市麻布区三河台町
- 母：いと　天保12年生、愛知県士族の玉置磯右衞門三女
- 妻：美香　1876年7月生、貴族院議員の古澤滋長女
- 長女：美代（1908年8月生）
- 弟：辰三郞（1868年2月生、兄と同じく海軍少将となる）はその妻八重（1880年2月生、科学者で東京府士族の川本幸民の息子の清一の三女）とともに子女を伴なって分家する。